# Migliori prestazioni europee nella staffetta 4×400 metri
La lista delle migliori prestazioni europee nella staffetta 4×400 metri, aggiornata periodicamente dalla World Athletics, raccoglie i migliori risultati di tutti i tempi delle squadre europee nella specialità della staffetta 4×400 metri.

## Maschili outdoor
Statistiche aggiornate al 14 giugno 2022.
|     | Tempo   | Atleta        | Luogo          | Data              |
| --- | ------- | ------------- | -------------- | ----------------- |
| 1.  | 2'56"60 | Gran Bretagna | Atlanta        | 3 agosto 1996     |
| 2.  | 2'56"65 | Gran Bretagna | Atene          | 10 agosto 1997    |
| 3.  | 2'57"18 | Paesi Bassi   | Tokyo          | 7 agosto 2021     |
| 4.  | 2'57"53 | Gran Bretagna | Tokyo          | 1º settembre 1991 |
| 5.  | 2'57"88 | Belgio        | Tokyo          | 7 agosto 2021     |
| 6.  | 2'58"00 | Polonia       | New York       | 22 luglio 1998    |
| 7.  | 2'58"22 | Gran Bretagna | Spalato        | 1º settembre 1990 |
| 8.  | 2'58"46 | Polonia       | Tokyo          | 7 agosto 2021     |
| 9.  | 2'58"51 | Gran Bretagna | Pechino        | 30 agosto 2015    |
| 10. | 2'58"52 | Belgio        | Rio de Janeiro | 20 agosto 2016    |

## Femminili outdoor
Statistiche aggiornate al 14 giugno 2022.
|     | Tempo   | Atleta           | Luogo     | Data              |
| --- | ------- | ---------------- | --------- | ----------------- |
| 1.  | 3'15"17 | Unione Sovietica | Seul      | 1º ottobre 1988   |
| 2.  | 3'15"92 | Germania Est     | Erfurt    | 3 giugno 1984     |
| 3.  | 3'16"87 | Germania Est     | Stoccarda | 31 agosto 1986    |
| 4.  | 3'18"29 | Germania Est     | Seul      | 1º ottobre 1988   |
| 5.  | 3'18"38 | Russia           | Stoccarda | 22 agosto 1993    |
| 6.  | 3'18"43 | Unione Sovietica | Tokyo     | 1º settembre 1991 |
| 7.  | 3'18"58 | Unione Sovietica | Mosca     | 18 agosto 1985    |
| 8.  | 3'18"63 | Germania Est     | Roma      | 6 settembre 1987  |
| 9.  | 3'19"04 | Germania Est     | Atene     | 11 settembre 1982 |
| 10. | 3'19"12 | Unione Sovietica | Praga     | 18 agosto 1984    |

## Miste outdoor
Statistiche aggiornate al 24 luglio 2022.
|     | Tempo   | Atleta        | Luogo  | Data              |
| --- | ------- | ------------- | ------ | ----------------- |
| 1.  | 3'09"87 | Polonia       | Tokyo  | 31 luglio 2021    |
| 2.  | 3'09"90 | Paesi Bassi   | Eugene | 15 luglio 2022    |
| 3.  | 3'10"36 | Paesi Bassi   | Tokyo  | 31 luglio 2021    |
| 4.  | 3'10"44 | Polonia       | Tokyo  | 30 luglio 2021    |
| 5.  | 3'10"69 | Paesi Bassi   | Tokyo  | 30 luglio 2021    |
| 6.  | 3'11"51 | Belgio        | Tokyo  | 31 luglio 2021    |
| 7.  | 3'11"95 | Gran Bretagna | Tokyo  | 30 luglio 2021    |
| 8.  | 3'12"07 | Gran Bretagna | Tokyo  | 31 luglio 2021    |
| 9.  | 3'12"27 | Gran Bretagna | Doha   | 29 settembre 2019 |
| 10. | 3'12"31 | Polonia       | Eugene | 15 luglio 2022    |

## Maschili indoor
Statistiche aggiornate al 14 giugno 2022.
|     | Tempo   | Atleta          | Luogo      | Data          |
| --- | ------- | --------------- | ---------- | ------------- |
| 1.  | 3'01"77 | Polonia         | Birmingham | 4 marzo 2018  |
| 2.  | 3'02"51 | Belgio          | Birmingham | 4 marzo 2018  |
| 3.  | 3'02"87 | Belgio          | Praga      | 8 marzo 2015  |
| 4.  | 3'02"97 | Polonia         | Praga      | 8 marzo 2015  |
| 5.  | 3'03"01 | Polonia         | Maebashi   | 7 marzo 1999  |
| 6.  | 3'03"05 | Germania        | Siviglia   | 10 marzo 1991 |
| 7.  | 3'03"20 | Gran Bretagna   | Maebashi   | 7 marzo 1999  |
| 8.  | 3'03"49 | Gran Bretagna   | Sopot      | 9 marzo 2014  |
| 9.  | 3'04"09 | Repubblica Ceca | Praga      | 8 marzo 2015  |
| 10. | 3'04"25 | Polonia         | Maebashi   | 6 marzo 1999  |

## Femminili indoor
Statistiche aggiornate al 6 marzo 2023.
|     | Tempo   | Atleta      | Luogo      | Data            |
| --- | ------- | ----------- | ---------- | --------------- |
| 1.  | 3'23"37 | Russia      | Glasgow    | 28 gennaio 2006 |
| 2.  | 3'23"88 | Russia      | Budapest   | 7 marzo 2004    |
| 3.  | 3'24"25 | Russia      | Maebashi   | 7 marzo 1999    |
| 4.  | 3'24"91 | Russia      | Mosca      | 12 marzo 2006   |
| 5.  | 3'25"66 | Paesi Bassi | Istanbul   | 5 marzo 2023    |
| 6.  | 3'25"91 | Russia      | Mosca      | 12 marzo 2006   |
| 7.  | 3'26"09 | Polonia     | Birmingham | 4 marzo 2018    |
| 8.  | 3'26"84 | Russia      | Parigi     | 9 marzo 1997    |
| 9.  | 3'27"15 | Paesi Bassi | Toruń      | 7 marzo 2021    |
| 10. | 3'27"22 | Germania    | Siviglia   | 10 marzo 1991   |